# دهاولاغيري
دهاولاغيري هو نجد في نيبال يمتد لمسافة 120 كيلومترا (70 ميل) من نهر كاليغانداكي غربا إلى نهر بهيري. ويحد هذا النجد في الشمال والجنوب الغربي من روافد نهر بهيري وعلى الجنوب الشرقي من قبل مياجدي خولا. دهاولاغيري واحد هو سابع أعلى جبل في العالم بواقع 8,167 متر (26,795 قدم) فوق مستوى سطح البحر. وتم تسلقه أول مرة في 13 مايو 1960 من قبل بعثة سويسرية / نمساوية / نيبالية مشتركة.
اسم الجبل هو धौलागिरी باللغة النيبالية. ويشتق من السنسكريتية धवल (دهاوالا) معني المبهر أو الأبيض أو الجميل و गिरि (غيري) بمعنى الجبل. دهاولاغيري واحد هو أيضا أعلى نقطة في حوض نهر غانداكي.
يقع جبل أنابورنا واحد (8,091 م / 26,545 قدم) على بعد 34 كم شرق دهاولاغيري واحد. يجري نهر كالي غانداكي بين الاثنين في أخدود كاليغانداكي، والذي يقال انه الأعمق في العالم. تقع بلدة بوخارا جنوب نجد أنابورنا، وهي مركز إقليمي مهم وبوابة للمتسلقين والرحالة الذين يزورون المنطقتين وكذلك هي وجهة سياحية في حد ذاتها.

## الجغرافيا

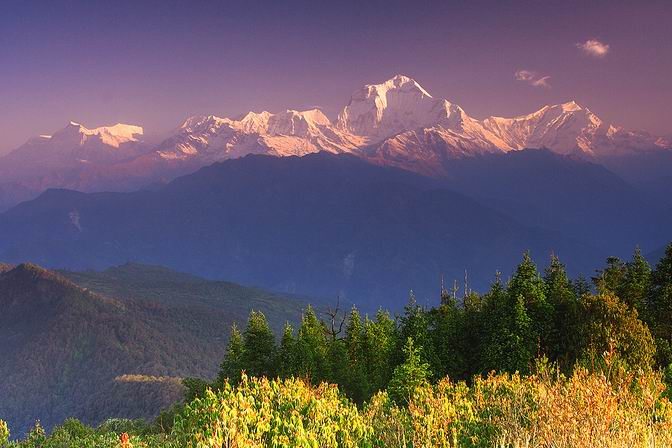
سلسلة دهاولاغيري من الغرب من تلال بون

عند النظر إلى الشمال من سهول الهند، فإن معظم قمم الجبال التي يبلغ ارتفاعها 8000 متر تحجبها الجبال القريبة منها، ولكن في الطقس الصحو فإن جبل دهاولاغيري واحد يكون واضحا من شمال بيهار وإلى الجنوب حتى جوراكبور في ولاية أوتار براديش. في عام 1808 م أظهرت الدراسات الاستقصائية أنه أعلى جبل تم مسحه في ذاك الوقت.  واستمر هذا حتى عام 1838 عندما أخذ كانغشينجونغا مكانه، وتلاه جبل إفرست في 1858.
يرتفع دهاولاغيري واحد بشكل حاد عن التضاريس الأرضية القريبة. ويرتفع 7,000 متر (22,970 قدم) عن نهر كالي غانداكي 30 كم إلى الجنوب الشرقي. وترتفع الوجوه الجنوبية والغربية بما يزيد على 4,000 متر (13,120 قدم).